# Echinohelea laensis
Echinohelea laensis är en tvåvingeart som beskrevs av Tokunaga 1963. Echinohelea laensis ingår i släktet Echinohelea och familjen svidknott. Inga underarter finns listade i Catalogue of Life.